# Kåtatjärnen (Piteå socken, Norrbotten)
Kåtatjärnen är en sjö i Piteå kommun i Norrbotten och ingår i Byskeälvens huvudavrinningsområde.